# 남궁민 (배우)
남궁민(南宮珉, 1978년 3월 12일 ~ )은 대한민국의 배우이며 1999년 11월 MBC 28기 공채 탤런트 시험에 응시했으나 탈락했고 이외에도 SBS 공채 탤런트 시험에도 응시했지만 역시 탈락했으며 2006년 8월 31일부터 공익근무를 하느라 한동안 연기활동을 접기도 했다. 2022년 10월 15일, 남궁민이 주연을 맡은 드라마 <천원짜리 변호사> 시청률이 8회만에 마의 시청률 15%를 돌파했다. 남궁민은 해당 드라마에서 폭넓은 연기 스펙트럼을 보여주며 '믿고 보는 배우'의 저력을 보여주고 있다.

## 학력
- 은혜국민학교 (졸업)
- 대성중학교 (졸업)
- 대성고등학교 (졸업)
- 중앙대학교 기계공학 학사과정 (제적)

## 출연 작품

### 드라마
- 1996년 MBC 일일시트콤 《남자 셋 여자 셋》
- 1999년 EBS1 성장드라마 《네 꿈을 펼쳐라》
- 2000년 MBC 일일시트콤 《세 친구》 ... 남궁민(본인) 역
- 2002년 SBS 일일시트콤 《대박가족》 ... 남궁민(본인) 역
- 2003년 KBS2 드라마시티 《윌리엄을 위하여》 ... 양준호 역
- 2003년 KBS2 특별기획 드라마 《결혼 이야기》: 〈나의 사랑 나의 오빠〉편  ... 성수 역
- 2003년 KBS2 아침 일일연속극 《장미 울타리》[4] ... 한동현 역
- 2003년 KBS1 TV 문학관 《곰팡이 꽃》 편 ... 기훈 역
- 2003년 KBS2 주말연속극 《진주 목걸이》 ... 황준호 역
- 2004년 MBC 베스트극장 《유혹》 편 ... 석준 역
- 2004년 KBS2 드라마시티 《사랑한 후에》 편 ... 은재 역
- 2004년 KBS2 드라마시티 《이브 카페》 편 ... 남자 역
- 2004년 KBS1 일일연속극 《금쪽같은 내 새끼》[5] ... 안진국 역
- 2005년 KBS2 수목드라마 《장밋빛 인생》 ... 지 박사 역
- 2006년 MBC 수목드라마 《어느 멋진 날》 ... 강동하 역
- 2010년 KBS2 월화드라마 《부자의 탄생》 ... 추운석 역
- 2011년 MBC 주말 특별기획 드라마 《내 마음이 들리니》 ... 장준하 / 봉마루 역 (일본어 더빙: 코마츠 후미노리)
- 2012년 KBS2 단막극 《드라마 스페셜 - 스틸 사진》 ... 김현수 역
- 2012년 SBS 특별기획 《청담동 앨리스》 ... 소인찬 역 (특별출연)
- 2013년 MBC 일일 특별기획 드라마 《구암 허준》 ... 유도지 역
- 2013년 E채널 토요 웹드라마 《실업급여 로맨스》 ... 김종대 역
- 2014년 tvN 월화드라마 《로맨스가 필요해 3》 ... 강태윤 역
- 2014년 JTBC 주말 특별기획 드라마 《12년만의 재회: 달래 된, 장국》 ... 유준수 역
- 2014년 tvN 월화드라마 《마이 시크릿 호텔》 ... 조성겸 역
- 2015년 SBS 드라마 스페셜 《냄새를 보는 소녀》 ... 권재희 역
- 2015년 SBS 드라마 스페셜 《리멤버 - 아들의 전쟁》 ... 남규만 역 (본작의 메인 빌런이자 최종 보스)
- 2016년 SBS 주말드라마 《미녀 공심이》 ... 안단태 / 석준표 역
- 2016년 SBS 월화드라마 《닥터스》 ... 남바람 역
- 2017년 KBS2 수목드라마 《김과장》 ... 김성룡 역
- 2017년 JTBC 금토드라마 《맨투맨》 ... 남규만 역 (특별출연)
- 2017년 SBS 월화드라마 《조작》 ... 한무영 역
- 2017년 KBS2 단막극 《드라마 스페셜 - 당신은 생각보다 가까이에 있다》 ... 의사 역 (특별출연)
- 2018년 SBS 드라마 스페셜 《훈남정음》 ... 강훈남 역
- 2019년 KBS2 수목드라마 《닥터 프리즈너》 ... 나이제 역
- 2019년 SBS 금토드라마 《스토브리그》 ... 백승수 역
- 2020년 tvN 월화드라마 《낮과 밤》 ... 도정우 역
- 2021년 MBC 금토드라마 《검은 태양》 ... 한지혁 역
- 2022년 SBS 금토드라마 《천원짜리 변호사》 … 천지훈 역
- 2023년 SBS 금토드라마 《모범택시 2》 … 천지훈 역 (특별출연)
- 2023년 MBC 금토드라마 《연인》 … 이장현 역
- 2025년 SBS 금토드라마 《우리 영화》 … 이제하 역

### 영화
- 2001년 《번지점프를 하다》 ... 김성철 역
- 2002년 《나쁜 남자》 ... 현수 역
- 2006년 《비열한 거리》 ... 김민호 역
- 2007년 《뷰티풀 선데이》 ... 민우 역
- 2015년 《라이트 마이 파이》
- 2015년 《월색유인》 ... 차오베이 역 (중국영화)
- 2016년 《무모한 녀석들》 ... 엠 (단편영화)
- 2017년 《비정규직 특수요원》 ... 최민석 역 (본작의 진 최종 보스, 특별출연)

### 텔레비전 프로그램
- 2004년 ~ 2005년 KBS2 음악 프로그램 《뮤직뱅크》 ... 진행
- 2014년 MBC 시사 교양 프로그램 《MBC 스페셜 - 상암시대 개막특집 다큐멘터리
 1부 '나, MBC에 빠지다', 2부 '미래, TV를 보다》 ... 출연 및 나레이션 (641~642회)
- 2014년 MBC 예능 프로그램 《라디오스타》 ... 게스트 출연 (370회)
- 2014년 ~ 2015년 MBC 예능 프로그램 《우리 결혼했어요 시즌 4》 ... 고정출연
- 2016년 MBC 예능 프로그램 《라디오스타》 ... 게스트 출연 (472회)
- 2016년 KBS2 예능 프로그램 《노래싸움 - 승부》 ... 진행
- 2017년 KBS2 예능 프로그램 《개그콘서트》 ... 게스트 (900회 특집)
- 2017년 tvN 예능 프로그램 《인생술집》 ... 게스트 (41회)
- 2017년 KBS2 예능 프로그램 《KBS 연기대상》 ... 진행
- 2019년 JTBC 예능 프로그램 《아는 형님》 ... 게스트 (182회)
- 2020년 M-net & tvN 예능 프로그램 《I-LAND》 ... 진행
- 2021년 SBS 예능 프로그램 《미운 우리 새끼》 ... 스페셜 진행 (229회)
- 2021년 MBC 예능 프로그램 《나 혼자 산다》 ... 게스트 (413회)
- 2023년 tvN 예능 프로그램 《유 퀴즈 온 더 블럭》 ... 게스트 (204회)
- 2023년 tvN 예능 프로그램 《유 퀴즈 온 더 블럭》 ... 게스트 (222회) & 안은진 영상 출연
- 2024년 JTBC 예능 프로그램 《아는 형님》 ... 게스트

### 라디오 프로그램
| 연도 | 방송사                 | 제목                                   | 역할     | 비고              |
| ---- | ---------------------- | -------------------------------------- | -------- | ----------------- |
| 2012 | SBS 파워FM, SBS 러브FM | SBS라디오 환경개선 프로젝트 ‘녹색희망’ | 내레이터 | 7월 30일~8월 31일 |
| 2014 | MBC FM4U               | 정준영의 심심타파 - 스페셜 초대석 코너 | 게스트   | 10월 28일         |

### 뮤직 비디오
| 연도 | 가수   | 제목                     | 비고 |
| ---- | ------ | ------------------------ | ---- |
| 2002 | 쿨     | 백설공주를 사랑한 난장이 |      |
| 2002 | 쿨     | 작년, 오늘               |      |
| 2006 | 레오   | 너를 잊는 일             |      |
| 2014 | 홍진영 | 산다는 건                |      |
| 2016 | 효민   | Sketch                   |      |

### 광고
| 연도      | 기업명               | 제품명                                 | 종류                      | 공동 출연                      |
| --------- | -------------------- | -------------------------------------- | ------------------------- | ------------------------------ |
| 2000      | 동원F&B              | 동원선물세트                           |                           |                                |
| 2006      | 부산경남우유협동조합 | 부산우유                               | 유제품                    |                                |
| 2016      | LG유플러스           | LG유플러스 IoT 캡스 : 무모한 녀석들 편 | 통신사                    | 김희원, 김민재, 이유준, 이선빈 |
| 2016      | 씨에스에이코리아     | 카피플                                 | O2O생활자동차튜닝어플     |                                |
| 2017      | (주)블루웨이브 E&M   | 온동네                                 | 부동산중개앱              |                                |
| 2017      | 한국유니클로         | 유니클로 '감탄' 팬츠 17S/S 시즌        | 언더웨어                  |                                |
| 2017      | (주)엠도씨           | 엠도씨                                 | 남성 전용 화장품          |                                |
| 2017      | 뉴젠솔루션           | 세무회계ERP '케이렙En'                 | 경영정보화솔루션 전문기업 |                                |
| 2017      | 한국 닛산            | 닛산 '챌린지 에브리싱' 캠페인          | 자동차                    |                                |
| 2017      | 넷마블게임즈         | 테라M                                  | 모바일 게임               | with 추성훈, 민아              |
| 2017~2018 | 농심그룹             | 둥지 냉면                              | 간편식품                  |                                |
| 2017~2018 | 동서식품             | 맥심 모카골드                          | 커피                      | 안재홍                         |
| 2018      | 농림축산식품부       | 농촌융복합사업                         | 공익광고                  |                                |
| 2018      | 질병관리본부         | 해외감염병 예방 찾고막고 캠페인        | 공익광고                  |                                |
| 2018      | 안국약품             | 토비콤골드                             | 비타민                    |                                |
| 2019      | 한국투자증권         | 뱅키스                                 | 증권                      |                                |
| 2019      | 이펀컴퍼니리미티드   | 이터던전의포식자                       | 모바일 게임               |                                |
| 2020      | 슈퍼셀               | 브롤스타즈                             | 온라인 게임               |                                |
| 2020      | 이랜드               | 스파오                                 | 의류 브랜드               |                                |
| 2020      | 농협홍삼             | 한삼인                                 | 인삼 브랜드               |                                |
| 2021      | 오뚜기 오뚜기라면    | 진라면 (순한 맛, 매운 맛) / 육개장 컵  | 라면                      |                                |
| 2022      | 질병관리청           |                                        |                           |                                |
| 2022      | 동성제약             | 록소앤겔                               | 연고                      |                                |

## 홍보대사
- 2012년 희망서울 홍보대사

## 수상 및 후보
| 연도 | 시상식                            | 부문                                        | 작품                              | 결과 |
| ---- | --------------------------------- | ------------------------------------------- | --------------------------------- | ---- |
| 1999 | 제5회 KMTV 뮤직스타선발대회       | VJ 대상                                     | 빈칸                              | 수상 |
| 2003 | KBS 연기대상                      | 남자 단막·특집극상                          | 드라마시티 - 윌리엄을 위하여      | 수상 |
| 2003 | KBS 연기대상                      | 남자 신인연기상                             | 진주 목걸이                       | 후보 |
| 2004 | 제2회 앙드레김 베스트 스타 어워드 | 연기자부문 베스트 드레서상                  | 빈칸                              | 수상 |
| 2005 | KBS 연기대상                      | 남자 인기상                                 | 장밋빛 인생                       | 수상 |
| 2011 | MBC 드라마대상                    | 미니시리즈부문 남자 우수연기상              | 내 마음이 들리니                  | 후보 |
| 2012 | KBS 연기대상                      | 남자 단막·특집극상                          | 드라마 스페셜 - 스틸사진          | 후보 |
| 2013 | MBC 연기대상                      | 연속극부문 남자 우수연기상                  | 구암 허준                         | 후보 |
| 2014 | MBC 방송연예대상                  | 남자 신인상                                 | 우리 결혼했어요 시즌4             | 후보 |
| 2014 | MBC 방송연예대상                  | 올해의 뉴스타상                             | 우리 결혼했어요 시즌4             | 수상 |
| 2014 | MBC 방송연예대상                  | 베스트 커플상 (with 홍진영)                 | 우리 결혼했어요 시즌4             | 후보 |
| 2015 | SBS 연기대상                      | 미니시리즈부문 남자 특별연기상              | 냄새를 보는 소녀                  | 수상 |
| 2016 | 제4회 드라마 피버 어워즈          | 최고의 악역상                               | 냄새를 보는 소녀                  | 수상 |
| 2016 | 제52회 백상예술대상               | TV부문 남자 최우수연기상                    | 리멤버 - 아들의 전쟁              | 후보 |
| 2016 | 제5회 에이판 스타 어워즈          | 중편드라마부문 남자 우수연기상              | 리멤버 - 아들의 전쟁              | 수상 |
| 2016 | 제1회 아시아 아티스트 어워즈      | 드라마 부문 베스트 셀러브리티상             | 리멤버 - 아들의 전쟁              | 수상 |
| 2016 | KBS 연예대상                      | 베스트 엔터테이너상                         | 노래싸움 - 승부                   | 수상 |
| 2016 | SBS 연기대상                      | 대상                                        | 리멤버 - 아들의 전쟁, 미녀 공심이 | 후보 |
| 2016 | SBS 연기대상                      | 로맨틱코미디부문 남자 최우수연기상          | 미녀 공심이                       | 수상 |
| 2016 | SBS 연기대상                      | 10대 스타상                                 | 리멤버 - 아들의 전쟁, 미녀 공심이 | 수상 |
| 2016 | SBS 연기대상                      | 베스트 커플상 (with 방민아)                 | 미녀 공심이                       | 후보 |
| 2017 | 제53회 백상예술대상               | TV부문 남자 최우수연기상                    | 김과장                            | 후보 |
| 2017 | 제44회 한국방송대상               | 연기자부문 개인상                           | 김과장                            | 수상 |
| 2017 | 제10회 코리아 드라마 어워즈       | 남자 최우수연기상                           | 김과장                            | 후보 |
| 2017 | 제1회 더 서울어워즈               | 드라마부문 남우주연상                       | 김과장                            | 후보 |
| 2017 | 제8회 대한민국 대중문화예술상     | 문화체육관광부 장관 표창                    | 빈칸                              | 수상 |
| 2017 | 제2회 아시아 아티스트 어워즈      | AAA 베스트아티스트                          | 빈칸                              | 수상 |
| 2017 | KBS 연기대상                      | 대상                                        | 김과장                            | 후보 |
| 2017 | KBS 연기대상                      | 남자 최우수연기상                           | 김과장                            | 수상 |
| 2017 | KBS 연기대상                      | 중편드라마부문 남자 우수연기상              | 김과장                            | 후보 |
| 2017 | KBS 연기대상                      | 남자 네티즌상                               | 김과장                            | 후보 |
| 2017 | KBS 연기대상                      | 베스트 커플상 (with 준호)                   | 김과장                            | 수상 |
| 2017 | KBS 연기대상                      | 베스트 커플상 (with 남상미)                 | 김과장                            | 후보 |
| 2017 | SBS 연기대상                      | 월화드라마부문 남자 최우수연기상            | 조작                              | 수상 |
| 2019 | KBS 연기대상                      | 대상                                        | 닥터 프리즈너                     | 후보 |
| 2019 | KBS 연기대상                      | 남자 최우수연기상                           | 닥터 프리즈너                     | 후보 |
| 2019 | KBS 연기대상                      | 미니시리즈부문 남자 우수연기상              | 닥터 프리즈너                     | 후보 |
| 2019 | KBS 연기대상                      | 남자 네티즌상                               | 닥터 프리즈너                     | 후보 |
| 2020 | 제56회 백상예술대상               | TV부문 남자 최우수연기상                    | 스토브리그                        | 후보 |
| 2020 | 제33회 그리메상 시상식            | 최우수 남자연기자상                         | 스토브리그                        | 수상 |
| 2020 | SBS 연기대상                      | 대상                                        | 스토브리그                        | 수상 |
| 2020 | SBS 연기대상                      | 장르·액션부문 남자 최우수연기상             | 스토브리그                        | 후보 |
| 2021 | 제7회 에이판 스타 어워즈          | 미니시리즈부문 남자 최우수연기상            | 스토브리그                        | 후보 |
| 2021 | 제7회 에이판 스타 어워즈          | 인기스타상                                  | 스토브리그                        | 후보 |
| 2021 | 제33회 한국PD대상                 | 탤런트부문 출연자상                         | 스토브리그                        | 수상 |
| 2021 | MBC 연기대상                      | 대상                                        | 검은 태양                         | 수상 |
| 2021 | MBC 연기대상                      | 미니시리즈부문 남자 최우수연기상            | 검은 태양                         | 후보 |
| 2022 | 제8회 에이판 스타 어워즈          | 미니시리즈부문 남자 최우수연기상            | 검은 태양                         | 후보 |
| 2022 | SBS 연기대상                      | 대상                                        | 천원짜리 변호사                   | 후보 |
| 2022 | SBS 연기대상                      | 미니시리즈·장르판타지부문 남자 최우수연기상 | 천원짜리 변호사                   | 후보 |
| 2022 | SBS 연기대상                      | 디렉터즈 어워즈                             | 천원짜리 변호사                   | 수상 |
| 2023 | 제14회 대한민국 대중문화예술상    | 국무총리 표창                               | 빈칸                              | 수상 |
| 2023 | 제36회 그리메상 시상식            | 최우수 남자연기상                           | 연인                              | 수상 |
| 2023 | 2023 한겨레 방송연예대상          | 올해의 배우                                 | 연인                              | 수상 |
| 2023 | 펀덱스 어워드 2023                | TV 드라마 출연자 남자 최우수상              | 연인                              | 수상 |
| 2023 | MBC 연기대상                      | 대상                                        | 연인                              | 수상 |
| 2023 | MBC 연기대상                      | 미니시리즈부문 남자 최우수연기상            | 연인                              | 후보 |
| 2023 | MBC 연기대상                      | 베스트 커플상 (With 안은진)                 | 연인                              | 수상 |
| 2023 | 씨네 21 올해의 시리즈             | 올해의 남자배우                             | 연인                              | 수상 |
| 2024 | 2024 대한민국 퍼스트 브랜드 대상  | 남자배우-드라마 부문                        | 연인                              | 수상 |
| 2024 | 제36회 한국PD대상                 | 탤런트부문 출연자상                         | 연인                              | 수상 |
| 2024 | 제60회 백상예술대상               | TV부문 남자 최우수연기상                    | 연인                              | 수상 |
| 2024 | 2024 브랜드 고객충성도 대상       | 남자배우(드라마)                            | 연인                              | 수상 |